# Bruno Buchberger
Bruno Buchberger (22 de octubre de 1942) es un matemático, músico y profesor austríaco.
Realizó sus estudios en la Universidad de Innsbruck. Desde 1974 ha sido profesor de la Universidad de Linz. Fundó en 1987 el Instituto de Investigación para la Computación Simbólica (RISC).
Es clarinetista de jazz. Fue ganador de la Medalla Wilhelm Exner. Fue premiado con la Medalla Wilhelm Exner en 1995.
El Premio de la cutlura de Austria, Condecoración de Austria para la ciencia y el arte.
Entre sus aportes se encuentran la teoría de Base de Gröbner y el Algoritmo de Buchberger.
En 1985 comenzó la edición de la revista de computación simbólica, que ahora se ha convertido en la primera publicación en el campo del álgebra computacional, la revista cubre una amplia variedad de temas, incluyendo:
- Álgebra computacional, que es el núcleo de varias aplicaciones como Sistemas algebraicos computacionales (SAC) que están presentes por ejemplo en Xcas, Maple
- Geometría computacional que es el núcleo de varias aplicaciones como Sistema de Geometría Dinámica (SGD) que están presentes por ejemplo en GeoGebra
- Demostración automática de teoremas
- Aplicaciones del cálculo simbólico en la educación, la ciencia y la industria.